# Luperina nigronotata
Luperina nigronotata là một loài bướm đêm trong họ Noctuidae.